# بادالگامدا
بادالگامدا (به لاتین: Badalgammedda) یک منطقهٔ مسکونی در سری‌لانکا است که در استان مرکزی (سری‌لانکا) واقع شده‌است.